# Josh Groban
Joshua Winslow Groban, né le 27 février 1981 à Los Angeles, est un auteur-compositeur-interprète américain connu pour sa voix chaude de ténor. Son style musical puise ses influences aussi bien dans la musique classique que dans la pop.

## Biographie

### Apprentissage
Josh Groban est né à Los Angeles, en Californie. Son père Jack Groban est un homme d'affaires descendant d'immigrants juifs de Pologne et d'Ukraine,, et sa mère Lindy Groban (née Johnston) est une enseignante d'origine norvégienne,. Son père, juif à l'origine, s'est converti au christianisme en se mariant et Josh a été élevé dans la foi épiscopalienne. Il a un frère, Christopher, de quatre ans son cadet.
Groban chante pour la première fois en public alors qu'il est en septième année. Son professeur de musique le choisit pour chanter un solo de S'wonderful lors de la soirée cabaret de l'école. À cette époque, il est plus concentré sur le jeu, jouant Tevye dans la production de son lycée de Fiddler on the Roof. 
Josh commence à chanter au collège, mais il arrête rapidement. « J'aimais tout ce côté artistique, mais mes notes baissaient trop. J'avais l'impression de ne pas avoir assez de créativité. Alors je suis allé à la Bridges Academy pour améliorer mes résultats. » Il y suit, en plus d'une formation musicale, une formation théâtrale.

### 1997-2001: Débuts
En 1997 et 1998, Josh assiste à l'Interlochen Arts Camp, dans le Michigan, spécialisé dans le théâtre musical, et c'est à cette époque qu'il commence à prendre des cours de chant en dehors de l'école. 
À la fin de l'année 1998, le jeune Josh (âgé de dix-sept ans) est présenté par son coach vocal à David Foster, producteur, arrangeur et compositeur de renommée mondiale. Josh travaille grâce à David Foster en tant que remplaçant lors de plusieurs shows, dont les répétitions des Grammy Awards en 1998 où il interprète The Prayer en duo avec Céline Dion. Selon son manager Brian Avnet, Josh était très nerveux à l'idée de remplacer Andrea Bocelli. Sa performance a incité Rosie O'Donnell à l'inviter dans son émission la semaine suivante, ce qui lui permettra plus tard de faire une apparition dans Ally McBeal.
Il chante également la même année le titre All I ask of you, extrait du Fantôme de l'opéra lors de la cérémonie d'investiture de Gray Davis, gouverneur de Californie. Josh, scolarisé au Los Angeles County High School for the Arts, obtient son diplôme en 1999. 
Il intègre par la suite la Carnegie Mellon University à Pittsburgh, en Pennsylvanie, avec l'intention d'étudier le théâtre musical. Quatre mois après le début de son premier semestre, Groban s'est vu offrir un contrat d'enregistrement et a quitté l'université pour poursuivre une carrière de chanteur. 
Il signe un contrat en 1999 chez Warner Bros. Records, sous la tutelle de David Foster. Le premier album de Josh, auquel il donne son nom, comporte essentiellement des chansons d'influence classique, telles que Gira Con Me et Alle Luce Del Sole.
Josh aura par la suite l'occasion de chanter avec les plus grands artistes internationaux en interprétant notamment There for Me avec Sarah Brightman lors de sa tournée (La Luna Tour) en 2000-2001, For Always avec Lara Fabian (extrait de la bande originale d'A.I. Intelligence artificielle) en 2001. Parallèlement à ces prestations, il s'investit également dans des spectacles au profit de diverses associations, comme The Andre Agassi Grand Slam Event for Children où il côtoie notamment Elton John, Stevie Wonder, Don Henley et Robin Williams.
En mai 2001, Josh revient à ses premières amours et entame sa carrière sur le petit écran en incarnant le personnage de Malcolm Wyatt dans le dernier épisode de la quatrième saison d'Ally McBeal. Il y chante You're Still You, extrait de son premier album,. Impressionné par le talent du jeune chanteur, David E. Kelley, le créateur de la série, refait appel à lui pour l'un des épisodes de la cinquième saison de la série, à l'occasion duquel il livre une très émouvante version de To Where You Are, autre chanson phare de son premier album. Le 20 novembre 2001, sort le premier album éponyme de Josh : il devient rapidement disque d'or, puis double disque platine.

### 2002-2005:Closer
Le 24 février 2002, Josh chante The Prayer avec Charlotte Church à l'occasion de la cérémonie de clôture des Jeux olympiques d'hiver à Salt Lake City, et en novembre, PBS lui consacre une soirée spéciale, Josh Groban in concert. Le mois suivant, il interprète To Where You Are (écrit par Richard Marx) ainsi que The Prayer au concert du prix Nobel de la Paix à Oslo, en Norvège, et rejoint les Corrs, Ronan Keating, Sting, Lionel Richie pour un concert de bienfaisance donné au Vatican.
En 2003, Groban s'est produit au concert de David Foster pour la Journée mondiale des enfants, en chantant The Prayer avec Céline Dion et la chanson finale, Aren't They All Our Children? avec des artistes tels que Yolanda Adams, Nick Carter, Enrique Iglesias et Céline Dion.
Le 11 novembre 2003, Josh sort son deuxième album, Closer, également produit avec l'aide de son mentor David Foster. Deux mois après sa sortie, Closer passe de la 11e place à la première place du Billboard américain. Le single You Raise Me Up devient très populaire.
En 2004, Josh interprète un titre extrait de la bande originale du film Troie, composée par James Horner, intitulé Remember. Il interprète également la chanson Believe, extraite de la bande originale du film Le Pôle express.
Il chante également You Raise Me Up lors du Super Bowl (la finale du championnat de football américain, extrêmement médiatique) en hommage aux sept membres d'équipage qui ont péri lors de la phase de rentrée atmosphérique de la navette spatiale Columbia le 1er février 2003.
Dans le courant de l'année 2004 sort l'album du premier violon de sa tournée mondiale, Lucia Micarelli, intitulé Music from a farther room, qu'il a lui-même produit. Le 30 novembre 2004, son second DVD live sort : Live at the Greek. Il chante également Remember when it rained, soutenu par un orchestre symphonique, aux American Music Awards où il concourait pour le prix du meilleur chanteur de l'année.

### 2005-2010:Awake
En 2005, il interprète Believe en duo avec Beyoncé aux Oscars à l'occasion de sa nomination en tant que meilleure chanson originale pour un film. Après avoir achevé sa tournée mondiale et sillonné pendant des mois entiers les États-Unis et l'Europe, Josh s'investit de plus en plus dans des causes humanitaires, notamment au travers de sa prestation au Live 8, où il interprète la chanson Angel en duo avec la chanteuse canadienne Sarah McLachlan. 

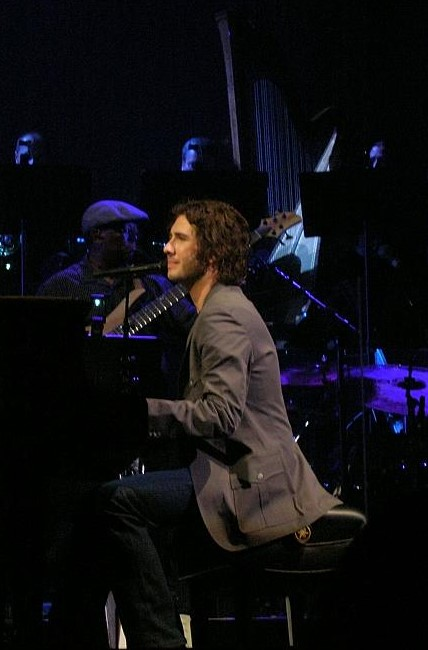
Josh Groban en concert au Palais des congrès de Paris, le 3 juin 2007.

L'année 2006 signe son grand retour sur la scène internationale avec la sortie le 7 novembre de son nouvel album, intitulé Awake. Il s'est associé pour l'occasion à de grands artistes, musiciens et producteurs, tels que Deep Forest, Ladysmith Black Mambazo, ou encore son mentor David Foster. Le premier single extrait d'Awake s'intitule You Are Loved (Don't Give Up).
Josh Groban dévoile dans ce troisième album des ballades aux influences classiques chantées en anglais, en italien et en espagnol (February song, Un día llegará, So she dances), mais également d'autres morceaux permettant d'explorer avec lui de nouveaux horizons musicaux (Lullaby et Weeping avec le groupe sud-africain Ladysmith Black Mambazo, Machine avec Herbie Hancock).
Début 2007, pour la Saint-Valentin, Groban sort un mini-album intitulé With You. Cet album est composé de deux live, Mi Morena et Broken Vow, ainsi que deux chansons inédites With You et My Heart Was Home Again…. Brian Joubert devenu champion d'Europe, choisit You Are Loved (Don't Give Up) pour sa prestation au gala de clôture.
En mai 2008 il reprend le rôle d'Anatoly durant deux représentations exceptionnelles de Chess au Royal Albert Hall à Londres, en présence de l'auteur, Tim Rice.
Il a fait partie de la reprise de We are the World : We Are the World 25 for Haiti.

### 2010-2015:Illuminations;All That Echoes
Groban annonce son cinquième album studio, intitulé Illuminations en septembre 2010. L'album sort le 15 novembre 2010. La plupart des chansons de l'album parlent de « situations spécifiques que j'ai eues où l'amour a existé et a finalement échoué ». Josh Groban a écrit 11 des 13 chansons de l'album.  
Le 20 septembre 2011, le crooner Tony Bennett sort Duets II, un album de duos comprenant le titre This Is All I Ask co-interprété avec Josh Groban.
Il apparait dans les troisième et vingt-deuxième épisodes de la première saison de la série télévisée Glee, où il interprète son propre rôle, ainsi que dans la comédie romantique Crazy, Stupid, Love, avec Emma Stone et Steve Carell sorti le 14 septembre 2011, où il joue un personnage nommé Richard.
Le sixième album studio de Groban, All That Echoes, est sorti le 5 février 2013, faisant ses débuts au numéro un en se vendant à 141 000 exemplaires,. Groban a promu l'album avec le All That Echoes World Tour en 2013. Un an plus tard, il s'est lancé dans son Summer Symphony Tour.
En 2013, Josh fait une apparition dans le concours de chant La Voix au Québec. Il y interprète deux de ses plus grands succès, dont You Raise Me Up et Brave.

### 2015-2017:Stageset ses débuts à Broadway
En 2015, il sort l'album Stages, composé de reprises de chansons de comédies musicales de Broadway. L'album sort le 28 avril 2015.
Le 25 avril 2015, il interprète Somewhere Over the Rainbow aux côtés de Lilian, vainqueur de la 4e édition de The Voice, la plus belle voix lors de la finale.
À partir du 18 octobre 2016, Groban se produit à Broadway dans le rôle de Pierre Bezukhov dans Natasha, Pierre & The Great Comet of 1812, un opéra électro-pop du compositeur Dave Malloy basé sur Guerre et Paix. Pour sa performance en tant que Pierre, Groban a été nommé pour le Tony Award 2017 du meilleur acteur dans une comédie musicale. Sa dernière performance dans le rôle de Pierre était le 2 juillet 2017. Groban a également interprété la chanson Evermore au générique de fin du film Disney La Belle et la Bête sorti en 2017.

### 2018:Bridges
Le 12 mars 2018, les dates de la tournée ont été annoncées pour Bridges Tour avec l'invitée spéciale Idina Menzel. L'étape américaine de la tournée a commencé le 18 octobre 2018 à Duluth, en Géorgie et s'est terminée au Madison Square Garden de New York le 18 novembre. L'étape européenne de la tournée a commencé le 12 décembre à l'O2 Arena de Londres et s'est terminée le 18 décembre en Pologne.
Le 26 juin 2018, Josh Groban a annoncé via les réseaux sociaux que son album Bridges sortirait le 21 septembre et contiendrait une reprise de la chanson de Céline Dion S'il suffisait d'aimer ainsi que de nouveaux morceaux The album debuted at number two in the US. L'album a fait ses débuts au numéro deux aux États-Unis et dans le top 10 au Royaume-Uni et en Écosse.

### 2020:Harmony
Le 17 août 2020, la sortie de l'album Harmony a été annoncée pour novembre 2020. Groban offre également une série de concerts virtuels diffusés en direct à l'automne et à l'hiver 2020.

## Discographie

### Albums studio
- 2001 : Josh Groban
- 2003 : Closer
- 2006 : Awake
- 2007 : Noël (The Christmas album avec l'Orchestre symphonique de Londres)
- 2010 : Illuminations
- 2013 : All That Echoes
- 2015 : Stages
- 2018 : Bridges
- 2020 : Harmony

### Albums Live
- 2002 : Josh Groban - In Concert
- 2004 : Josh Groban - Live At The Greek
- 2007 : Josh Groban - Awake Tour
- 2010 : Josh Groban - Before We Begin Tour
- 2011 : Josh Groban - Straight To Your Tour

### Compilations
- 2008 : A Collection
- 2013 : The Josh Groban Collection

### Duos
- 2001 : There for Me avec Sarah Brightman – La Luna: Live in Concert (DVD)
- 2001 : For Always avec Lara Fabian – A.I. - Artificial Intelligence (BO)
- 2002 : The Prayer et Somewhere avec Charlotte Church – Enchantment (DVD)
- 2002 : All I know of Love avec Barbra Streisand – Duets (CD)
- 2003 : The Prayer avec Céline Dion – Concert for Children's day
- 2004 : Canto Alla Vita avec Andrea Corr – Live at the Greek
- 2004 : Remember avec Tania Tzarovska – Troie (BO)
- 2005 : Believe avec Beyoncé – Les Oscars
- 2005 : Angel avec Sarah McLachlan – Live 8
- 2006 : Move on et Not while I'm around avec Barbara Cook – Barbara Cook at the Met (CD)
- 2007 : Angels We Have Heard On High avec Brian McKnight – Noël (CD)
- 2007 : Over the rainbow avec Mireille Mathieu – Vivement dimanche (TV)
- 2007 : Pearls avec Angélique Kidjo – Djin Djin (CD)
- 2007 : All I Ask Of You avec Sarah Brightman – Concert For Diana
- 2008 : La Bohème en anglais et en français avec Charles Aznavour – Duos (CD)
- 2008 : The Prayer avec Andrea Bocelli – Concert
- 2008 : Disarm avec Billy Corgan – Bridge School Benefit
- 2008 : Bridge Over Troubled Water avec Brian McKnight – Hitman David Foster & Friends (CD)
- 2009 : Silencio avec Nelly Furtado – Mi Plan (CD)
- 2011 : That Is All I Ask avec Tony Bennett – Duets II (CD)
- 2011 : Relaxez-vous avec Line Renaud – Chabada (TV)
- 2013 : E Ti Prometterò avec Laura Pausini – All That Echoes (CD)
- 2015 : Somewhere Over the Rainbow avec Lilian Renaud - The Voice (TV)

## Filmographie
- 2002 : Ally McBeal (série télévisée) : Malcolm Wyatt (You're Still You) (saison 4, épisode 23 : On tourne la page)
- 2003 : Ally McBeal (série télévisée) : Malcolm Wyatt (To Where You Are) (saison 5, épisode 7 : Crise de foi)
- 2004 : Le Pôle express (BO) – Believe
- 2006 : La Jeune Fille de l'eau (bande-annonce) – Mi mancherai
- 2009 : Glee (série télévisée) : lui-même (saison 1, épisode 3 : Acafellas)
- 2010 : Glee (série télévisée) : lui-même (saison 1, épisode 22 : Journey)
- 2011 : Crazy, Stupid, Love : Richard
- 2011 : The Office (série télévisée) : Walter, frère de Andy Bernard (saison 8, épisode 4 : Garden Party)
- 2013 : Les Experts : Manhattan (série télévisée) : lui-même (saison 9, épisode 16 : Blood Actually)
- 2013 : Philadelphia (série télévisée) : lui-même (saison 9, épisode 6 : The Gang Saves the Day)
- 2013 : The Crazy Ones (série télévisée) : Danny (saison 1, épisode 19)
- 2014 : Muppets Most Wanted : prisonnier
- 2015 : Parks and Recreation (série télévisée) : lui-même (saison 7, épisode 6)
- 2016 : La Famille Hollar (The Hollars) de John Krasinski : révérend Dan
- 2017 : En coulisse avec Julie (Julie's Greenroom) (série télévisée) : lui-même (saison 1, épisode 3 : La mélodie du bonheur et saison 1, épisode 13 : Mash-Up : La comédie musicale)
- 2018 : Crazy Ex-Girlfriend (série télévisée aux États-Unis) : lui-même (saison 3, épisode 4 : l'ex-copine de Josh est folle)
- 2018 : The Good Cop (série Netflix) : Tony Caruso Jr

## Théâtre
- 2003 : Chess : Anatoly Sergievsky
- 2009 : Chess	 : Anatoly Sergievsy
- 2016–2017 : Natasha, Pierre & The Great Comet of 1812 : Pierre Bezukhov

## Nominations et récompenses
- Septembre 2004 : Remember de la BO du film Troie est nommée pour le prix de la meilleure musique de film, nommé aux World Music Award dans la catégorie meilleur artiste masculin, nommé aux American Music Awards dans la catégorie meilleur artiste pop/rock de l'année.
- Décembre 2004 : nommé aux MTV Asia Awards dans la catégorie meilleur artiste masculin, Believe nommée aux Golden Globes 2005 dans la catégorie meilleure chanson originale, première nomination aux Grammy Awards dans la catégorie meilleure performance masculine pour You raise me up.
- Janvier 2005 : Believe nommée aux Oscars dans la catégorie meilleure chanson originale pour un film.
- Février 2006 : Believe nommée aux 48e Grammy Awards dans la catégorie meilleure chanson écrite pour un film ou un téléfilm. Josh remporte le prix.

### Disques d'or et de platine
- Avril 2002 : Josh Groban certifié disque d'or.
- Mai 2002 : Josh Groban certifié disque de platine.
- Février 2003 : Josh Groban in concert certifié disque d'or.
- Décembre 2003 : Closer certifié disque d'or, de platine et double platine.

### Ventes d'albums
- Juillet 2002 : Josh Groban est huitième dans le top 200 du Billboard (classement américain des meilleures ventes d'album).
- Novembre 2003 : Closer est dès sa sortie numéro 4 au top 200 du Billboard et numéro 1 des ventes sur Internet, en Janvier 2004, il est numéro 1 au Billboard.
- Décembre 2007 : Son album Noël, dans la tradition américaine de reprise des chants de Noël, édité chez Warner devient le disque le plus vendu en 2007. Il est aussi l'album resté le plus longtemps à la première place du Billboard. Il interprète dans cet album une nouvelle version de Petit Papa Noël de Raymond Vincy et Henri Martinet créée en 1946 par Tino Rossi